# Moraša
Moraša (hebrejsky: מורשה; doslova Odkaz) byla izraelská politická strana založená roku 1984.

## Okolnosti vzniku a ideologie strany
Strana vznikla nedlouho před volbami roku 1984, když končilo funkční období desátého Knesetu zvoleného ve volbách roku 1981. Utvořili ji Chajim Drukman, který opustil Národní nábožensku stranu, a Avraham Verdiger, který byl původně členem strany Po'alej Agudat Jisra'el, jež ve volbách roku 1981 ovšem ztratila své parlamentní zastoupení. Drukman se původně po svém rozkolu s Národní náboženskou stranou snažil zaregistrovat svou novou frakci pod jménem Sionistický náboženský tábor, ale to mu nebylo rozhodnutím výboru Knesetu umožněno. Kromě zmíněných dvou politiků se v nové formaci angažovali také Chanan Porat nebo Jicchak Levy.
Ve volbách v roce 1984 strana Moraša získala dva mandáty (Drukman a Verdiger). Vstoupila pak do vlády národní jednoty Šimona Perese, třebaže neobdržela žádné ministerské posty. Když ale v rámci dohody o rotaci premiérského postu zaujal funkci předsedy vlády v roce 1986 Jicchak Šamir, nebyla Moraša v obměněné vládě začleněna. Dne 29. července 1986 opustil Chajim Drukman stranu Moraša a vrátil se do Národní náboženské strany. Zbylý jediný poslanec Avraham Verdiger pak stranu přejmenoval na Moraša-Po'alej Agudat Jisra'el (מורשה-פועלי אגודת ישראל). Před volbami roku 1988 se ale sloučil se stranou Agudat Jisra'el. Strana Moraša poté přestala fungovat.